# كاوه رضائي
كاوه رضائي ((بالفارسية: کاوه رضایی)؛ مواليد 5 أبريل 1992 في إسلام آباد غرب، إيران) هو لاعب كرة قدم إيراني يلعب مع نادي استقلال طهران في دوري المحترفين الإيراني كمهاجم. مثّل منتخب إيران لكرة القدم. بدأ كاوه رضائي مسيرته الرياضية عام 2009 مع نادي فولاد خوزستان. في 16 يونيو 2016، رفض كاوه رضائي تمديد العقد مع ذوب آهن ووقع عقداً مع استقلال.

## مسيرته الكروية
لعب كاوه رضائي خلال مسيرته الاحترافية مع 6 أندية في ثلاثة عشر موسمًا وسجل خلالها 65 هدفًا ضمن 241 مباراة. حيث فاز في موسمين بالكأس ولم يفز بأي دوري.
خاض كاوه رضائي مسيرته مع نادي فولاد خوزستان في موسم 2009–10 واستمر معه طيلة ثلاثة مواسم، مشاركًا في 34 مباراة سجل خلالها 3 أهداف. ثم انتقل إلى نادي سايبا في موسم 2012–13 واستمر معه طيلة ثلاثة مواسم، حيث شارك في 69 مباراة سجل خلالها 12 هدفًا. لينتقل بعدها إلى نادي ذوب آهن أصفهان في موسم 2014–15 ولمدة موسمين، مشاركًا في 34 مباراة سجل خلالها 11 هدفًا. ثم انتقل إلى نادي استقلال طهران في موسم 2016–17 لمدة موسم واحد، مشاركًا في 28 مباراة سجل خلالها 7 أهداف. هذا وانتقل لاحقًا إلى نادي رويال شارلروا في موسم 2017–18 في المرة الأولى ولمدة موسمين ثم في موسم 2019–20 لمدة موسم واحد، مشاركًا طوالها في 65 مباراة سجل خلالها 31 هدفًا. ثم انتقل بعدها إلى نادي كلوب بروج في موسم 2018–19 لمدة موسم واحد، مشاركًا في 11 مباراة سجل خلالها هدفًا واحدًا.

## الإنجازات

### النادي
ذوب آهن
- كأس حذفي (2): 2014–15، 2015–16

### الدولية
إيران تحت 16
- بطولة آسيا تحت 16 سنة لكرة القدم (1): 2008

### الفردية
- هداف بطولة آسيا تحت 16 سنة لكرة القدم (1): 2008 (6 أهداف)
- هداف بطولة آسيا تحت 22 سنة لكرة القدم (1): 2013 (5 أهداف)

## روابط خارجية
- كاوه رضائي على موقع الاتحاد الأوربي (الإنجليزية)
- كاوه رضائي على موقع إي إس بي إن إف سي (الإنجليزية)
- كاوه رضائي على موقع قاعدة بيانات كرة القدم.إي يو (الإنجليزية)
- كاوه رضائي على موقع ناشيونال فوتبول تيمز (الإنجليزية)
- كاوه رضائي على موقع Soccerway.com (الإنجليزية)
- كاوه رضائي على موقع عالم كرة القدم.نت (الإنجليزية)
- كاوه رضائي على موقع AS.com (الإسبانية)